# 弗朗什维尔
弗朗什维尔（法語：Francheville，法語發音：[fʁɑ̃ʃvil] ⓘ）是法国罗讷-阿尔卑斯大区里昂大都会的一个市镇，属于里昂区。

## 地理
弗朗什维尔（45°44'11"N, 4°45'49"E）面积8.18 平方千米，位于法国奥弗涅-罗讷-阿尔卑斯大区里昂大都会，后者为法国的一个特殊地位集体，自2015年脱离罗讷省成立，位于法国中东部，中心城市为里昂。
与弗朗什维尔接壤的市镇（或旧市镇、城区）包括：塔桑拉德米吕讷、圣富瓦莱里昂、布兰达、沙波诺、克拉波讷、里昂。
弗朗什维尔的时区为UTC+01:00、UTC+02:00（夏令时）。

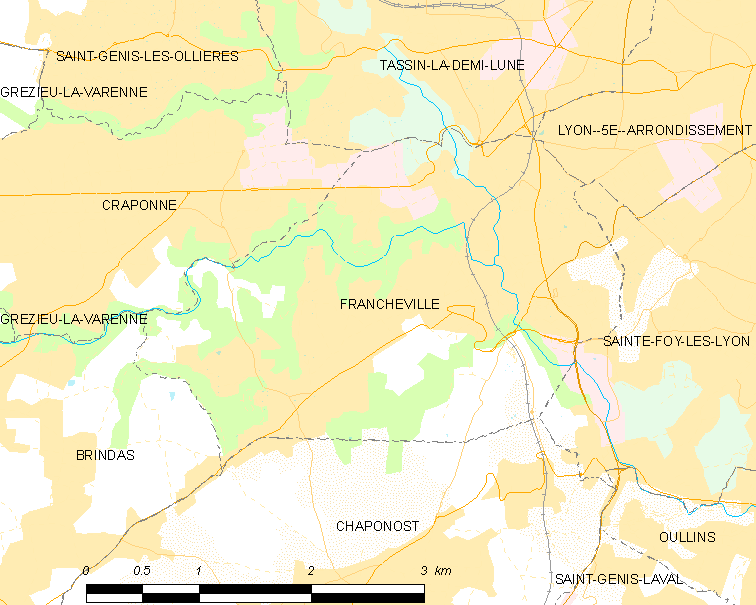
弗朗什维尔的OSM定位图

## 行政
弗朗什维尔的邮政编码为69340，INSEE市镇编码为69089。

## 政治
弗朗什维尔的现任市长为米歇尔·朗托内（Michel Rantonnet）先生，任期为2020-2026年。

## 人口

1962-2008年间弗朗什维尔人口变化图示

弗朗什维尔于2022年1月1日时的人口数量为15664人。

## 友好城市
- 德国 哈瑙
- 義大利 洛阿诺